# Angry Machines
Angry Machines är ett album av hårdrocksgruppen Dio, utgivet 1996. Det var trummisen Vinny Appices sista studioalbum med bandet.

## Låtlista
1. "Institutional Man" - 5:09
2. "Don't Tell the Kids" - 4:19
3. "Black" - 3:11
4. "Hunter of the Heart" - 4:14
5. "Stay Out of My Mind" - 7:11
6. "Big Sister" - 5:36
7. "Double Monday" - 2:56
8. "Golden Rules" - 4:54
9. "Dying in America" - 4:39
10. "This Is Your Life" - 3:24

På den japanska utgåvan finns bonuslåten "God Hate's Heavy Metal" som näst sista spår.